# Kuna belica
Kúna belíca (znanstveno ime Martes foina) je zver iz rodu kun.

## Izgled
Kuna belica ima sivo rjav kožuh, podlanko ima belkasto. Dlaka je na otip groba, zato krzno kune belice ni zelo priljubljeno. Na grlu ima belo viličasto liso, razcepljeno na dva kraka, ki se vlečeta do notranjosti prednjih nog. Za razliko od kune zlatice, kuna belica nima poraščenih stopal. Smrček ima svetel; mesnato rožnate barve. Ima kratko, čokato obliko glave, uhlji so široki in krajši, na koncu zaokroženi. Odrasle kune belice merijo 43–59 cm (samci), oziroma 38–47 cm (samice). Dolžina repa pri samici je od 23 do 25 cm, pri samcu pa od 25 do 27 cm. Samci tehtajo 1,7 do 2,1 kg, samice pa od 1,1 do 1,5 kg. Iztrebke pušča na posebnih mestih; na podstrešjih, v lopah, kaščah

## Prehranjevalne navade
Kuna belica se v prehranjevalnih navadah ne razlikuje dosti od kune zlatice. Razliko opazimo le v tem, da je v živalskem delu njene prehrane več živali, ki so značilne za njen habitat. Tako belica zaužije več mesa domačih kuncev in domače perutnine. Kurnike in golobnjake belica največkrat obiskuje ponoči.
Na jedilniku kune belice najdemo naslednje prostorninske odstotke hrane: 37% sesalcev, 21% ptic, 10% mrhovine, 8% žuželk, 5% jajc, 2% žab, 13% rastlinskih delov in 3,5% zemlje.

## Bivališče
Belica je navezana na bližino človeških bivališč. Lovi večinoma na tleh, pleza pa le redko. V Sloveniji je razmeroma pogosta v zahodnih delih Notranjske in v Slovenskem primorju. Glede skrivališč je prilagodljiva. Poišče si ga v opuščenih kmečkih poslopjih, lopah na robu gozdičev, hlevih, na podih, podstrešjih, senikih, v skalnih razpokah, v nizkih drevesnih duplih, pod kupi vejevja, pod nakopičenimi hlodi ipd. Ker se zadržuje v človekovi bližini, je ne najdemo le v zaselkih blizu gozdov, pač pa se pogosto približa tudi večjim naseljenim krajem. Nič posebnega ni, če jo opazimo celo v mestnem parku, predvsem pa se pojavlja v tistih delih mesta, v katerih so starejše stavbe in parki, ki se navezujejo na gozd. To velja za kuno belico po vsej Evropi.

## Razmnoževanje
Pri kunah traja brejost 260–280 dni. Ima povprečno 3 mladiče. V leglu jih lahko vidimo tudi 7. Slepi so 34–38 dni. V prvih tednih življenja imajo na zatilju obsežno področje posebnih žlez, ki izločajo poseben izloček. V kasnejšem obdobju počasi izgine.

## Sovražniki
Kot naravni sovražniki kune belice so: lisica, ribji in planinski orel, velika uharica, kragulj, sokol, v nekaterih primerih celo kanje. Če le morejo, kuno zadavijo tudi mačke in klateški psi. Poleg plenilcev spadajo med naravne selektorje pri kunah tudi nekateri zajedalci in bolezni.

## Življenjska doba
Kune v ujetništvu živijo približno 14–16 let. Kakšno starost pa živali dosegajo v naravi, je z gotovostjo zelo težko oceniti.